# Résolution 163 du Conseil de sécurité des Nations unies
Membres permanents
- Chine (Taïwan)
- États-Unis
- France
- Royaume-Uni
- URSS

Membres non permanents
- Chili
- Sri Lanka
- Équateur
- Liberia
- Turquie
- RAU

Résolution no 162 Résolution no 164
La Résolution 163  est une résolution du Conseil de sécurité des Nations unies adoptée le 9 juin 1961, dans sa 956e séance, après la résolution 1603 de l'Assemblée générale déclarant l'Angola un territoire non-autonome, le Conseil a réaffirmé que la résolution appelant le Portugal à agir en conformité avec les termes. Le Conseil a appelé les Portugais à s'abstenir de mesures répressives et d'étendre toutes facilités au Sous-Comité sur la situation en Angola, nommé aux termes de la résolution de l'Assemblée générale, ainsi qu'en exprimant l'espoir qu'une solution pacifique serait trouvée et demandé que la conclusion du Sous-Comité soit reporté au Conseil et à l'Assemblée générale dès que possible.
Un certain nombre d'États membres a exprimé sa préoccupation sur la situation des droits de l'homme en Angola, y compris le refus du droit à l'autodétermination, les massacres et la répression armée du peuple angolais . Les représentants du Portugal, de l'Inde, du Ghana, du Congo (Léopoldville), du Congo (Brazzaville), du Nigeria, du Mali, de l'Éthiopie et du Maroc ont été invités à participer aux réunions.

## Vote
La résolution a été adoptée par 9 voix.

La France et le Royaume-Uni se sont abstenus.

## Texte
- Résolution 163 Sur fr.wikisource.org
- Résolution 163 Sur en.wikisource.org